# Heiltz-le-Maurupt
Heiltz-le-Maurupt è un comune francese di 412 abitanti situato nel dipartimento della Marna nella regione del Grand Est.

## Società

### Evoluzione demografica
Abitanti censiti